# Ophausen
Ophausen ist ein Ortsteil der Gemeinde Much im Rhein-Sieg-Kreis.

## Lage
Ophausen liegt auf den Hängen des Bergischen Landes. Nachbarorte sind Herfterath im Nordosten, Müllerhof im Süden und Oberdreisbach im Westen. Zwischen Ophausen und der Landesstraße 350 liegt der Campingplatz Camping Bröltal.

## Einwohner
1830 hatte Ophausen 40 Bewohner.
1901 hatte der Weiler 38 Einwohner. Hier lebten Ackerer Hilger Behr, Ackerer Peter Josef Büth, Maurer Heinrich Franken, Ackerer Joh. Albert Kreuzer, Ackerer Heinrich Josef Kröner, Ackerin Witwe Joh. Heinrich Schmitz, Ackerer Joh. Peter Schmitz, Ackerer Stephan Schmitz und Schneider Peter Josef Wippermann.

## Geschichte
1505 wird im Kirchspiel von Much eine Frau Agnese von Ophusen genannt.
1575 wird der Ort auf der Mercatorkarte mit dem Hinweis etliche hueff bey einander ligend verzeichnet.